# Ружніца
Ружніца (рум. Rujniţa) — село в Молдові в Окницькому районі. Розташоване в південній частині району. Входить до складу комуни Бирладень.
Більшість населення — українці. Згідно з переписом населення 2004 року — 884 особи (67,5 %).

## Історія
На південь від Ружніци, поблизу трансформаторної будки знайдено три кургани. Насипи розорені, розрівнені земляними роботами і зараз їх висота близько 0,5 м. На південний схід від села знайдений курган висотою близько 5 м, що зберігся у первісному вигляді. Він розташований поблизу лісосмуги, в урочищі під назвою Кругляк.
За даними етнографічної експедиції 1869—1870 років під керівництвом Павла Чубинського, у селі здебільшого проживали українці, населення розмовляло лише українською мовою.

## Галерея

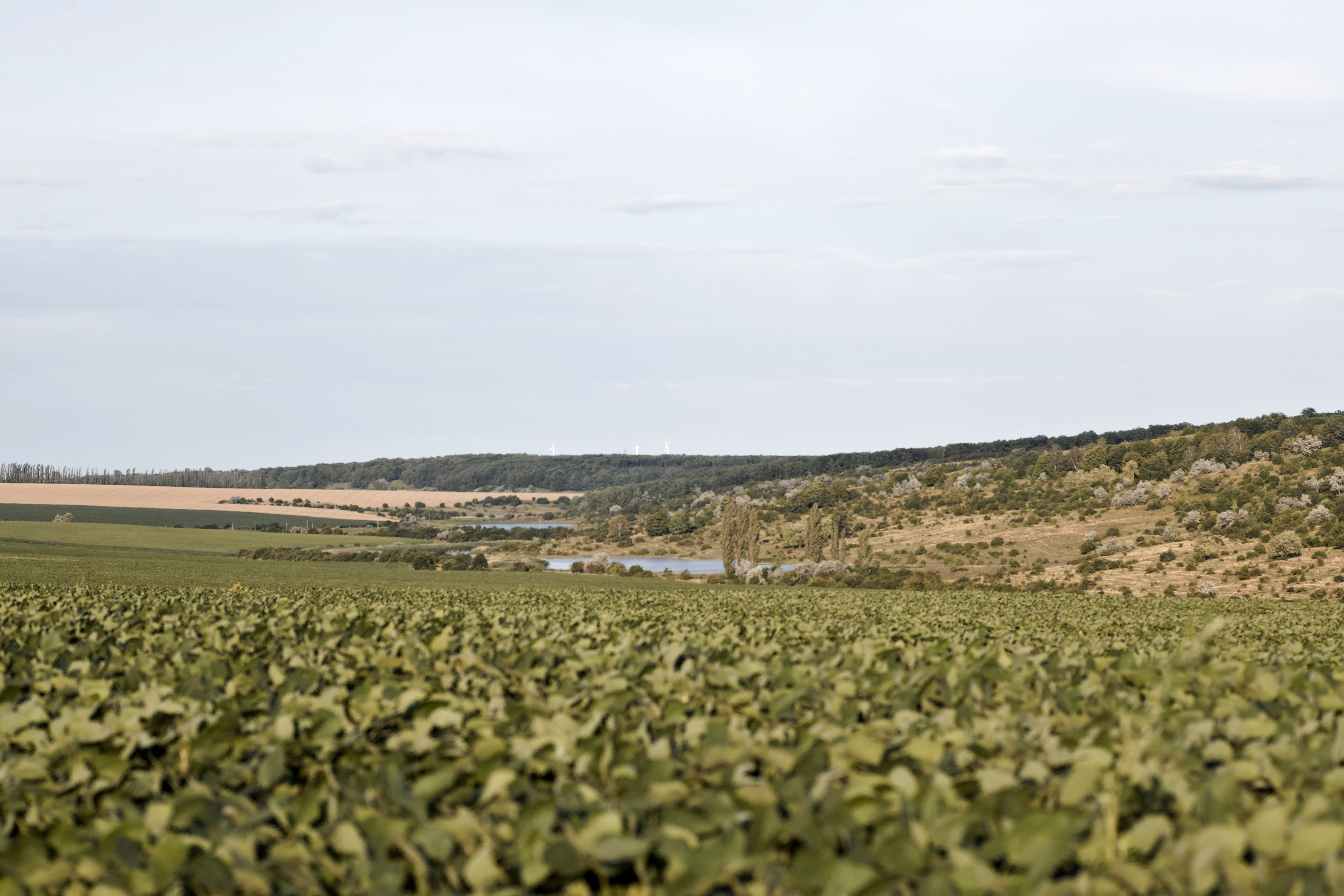
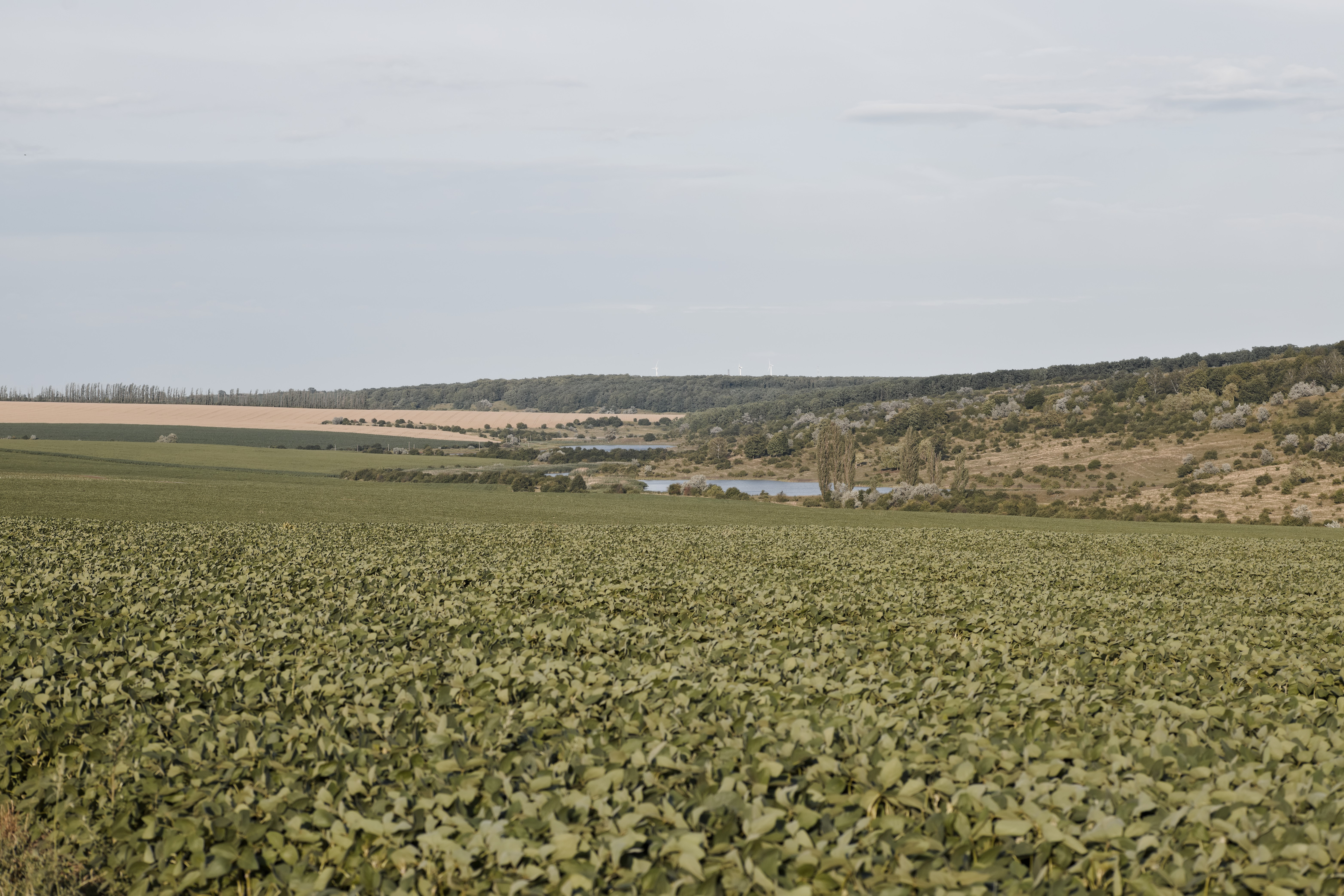
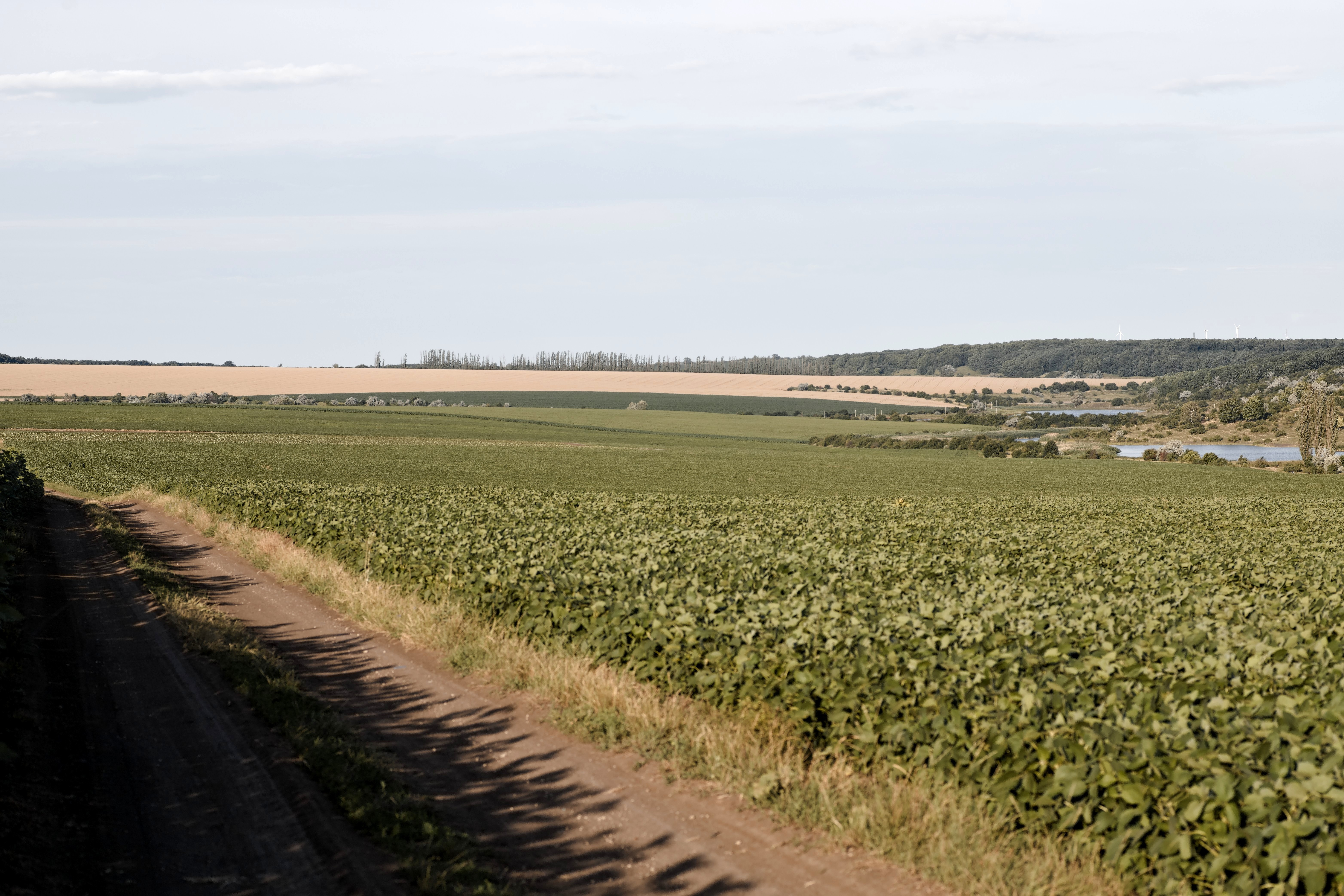
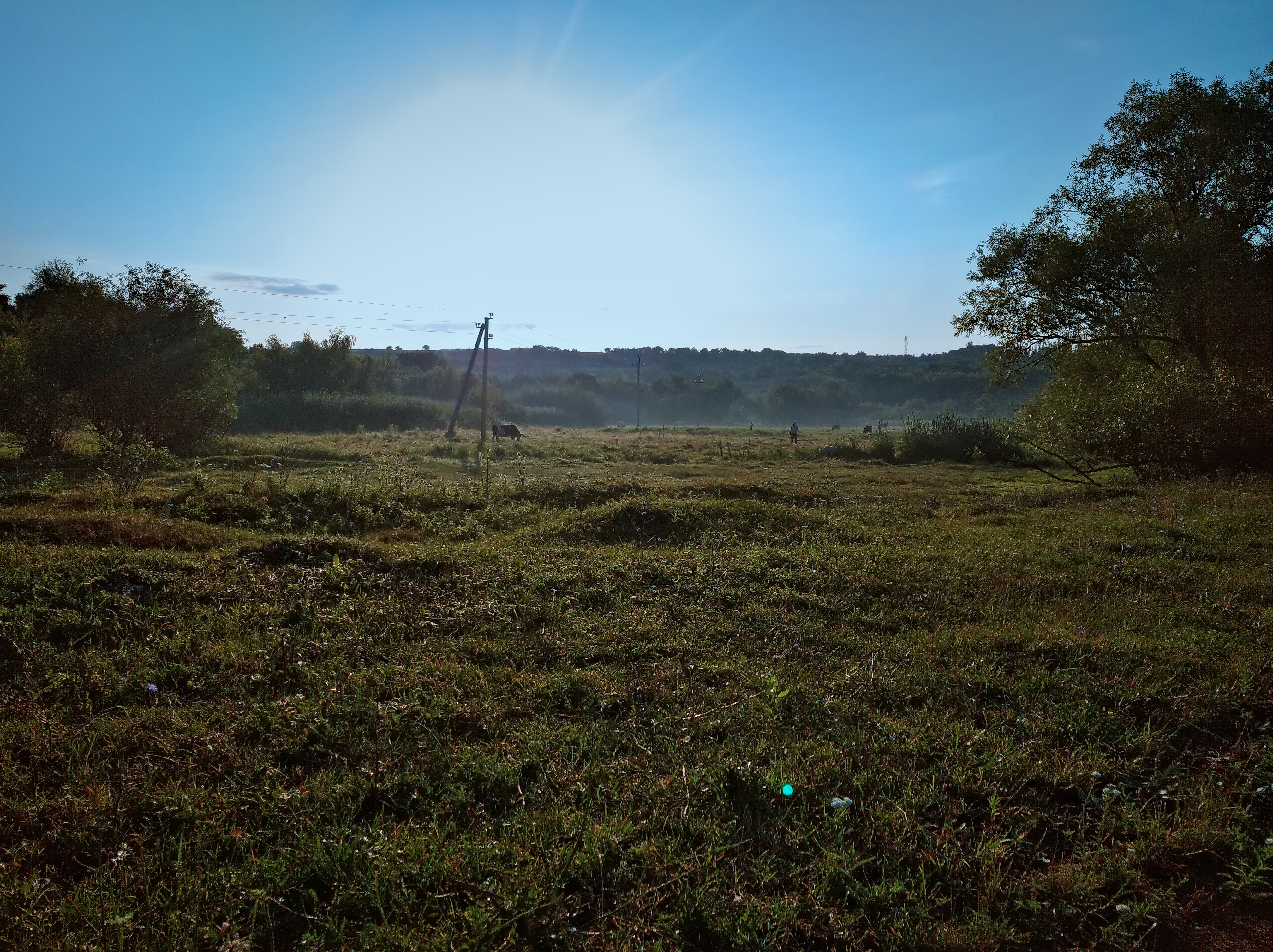

Особняк Бібері в Ружниці, пам'ятка, що охороняється державою.

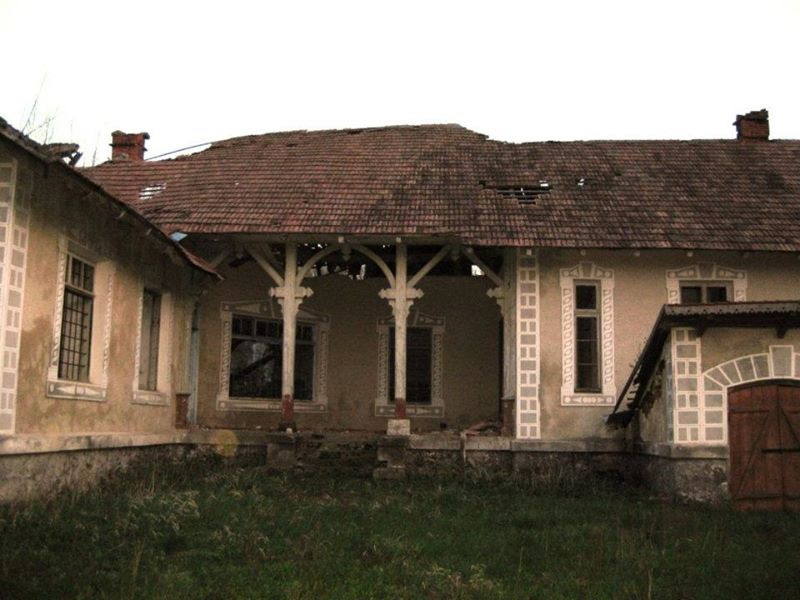
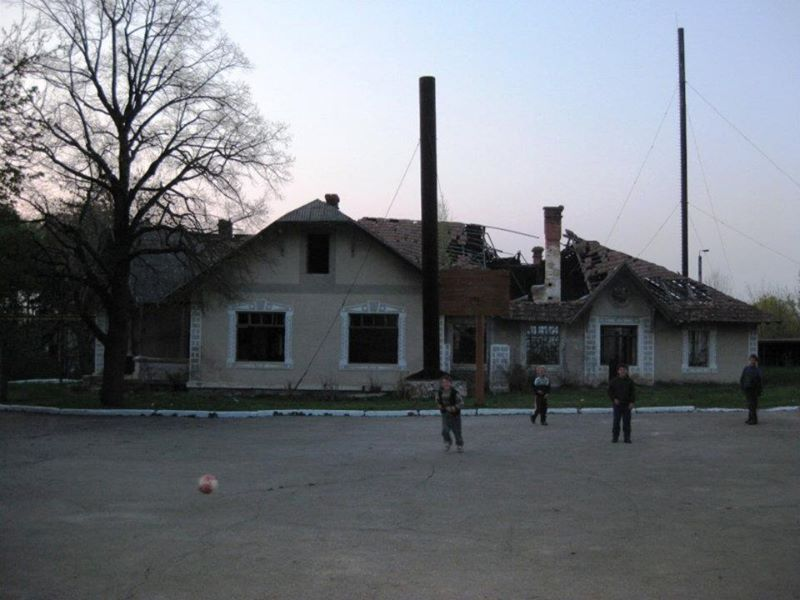
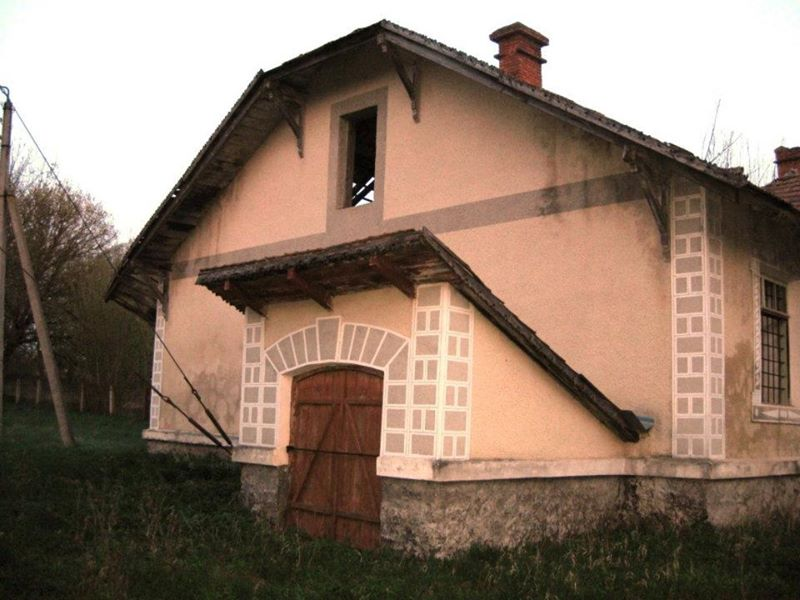
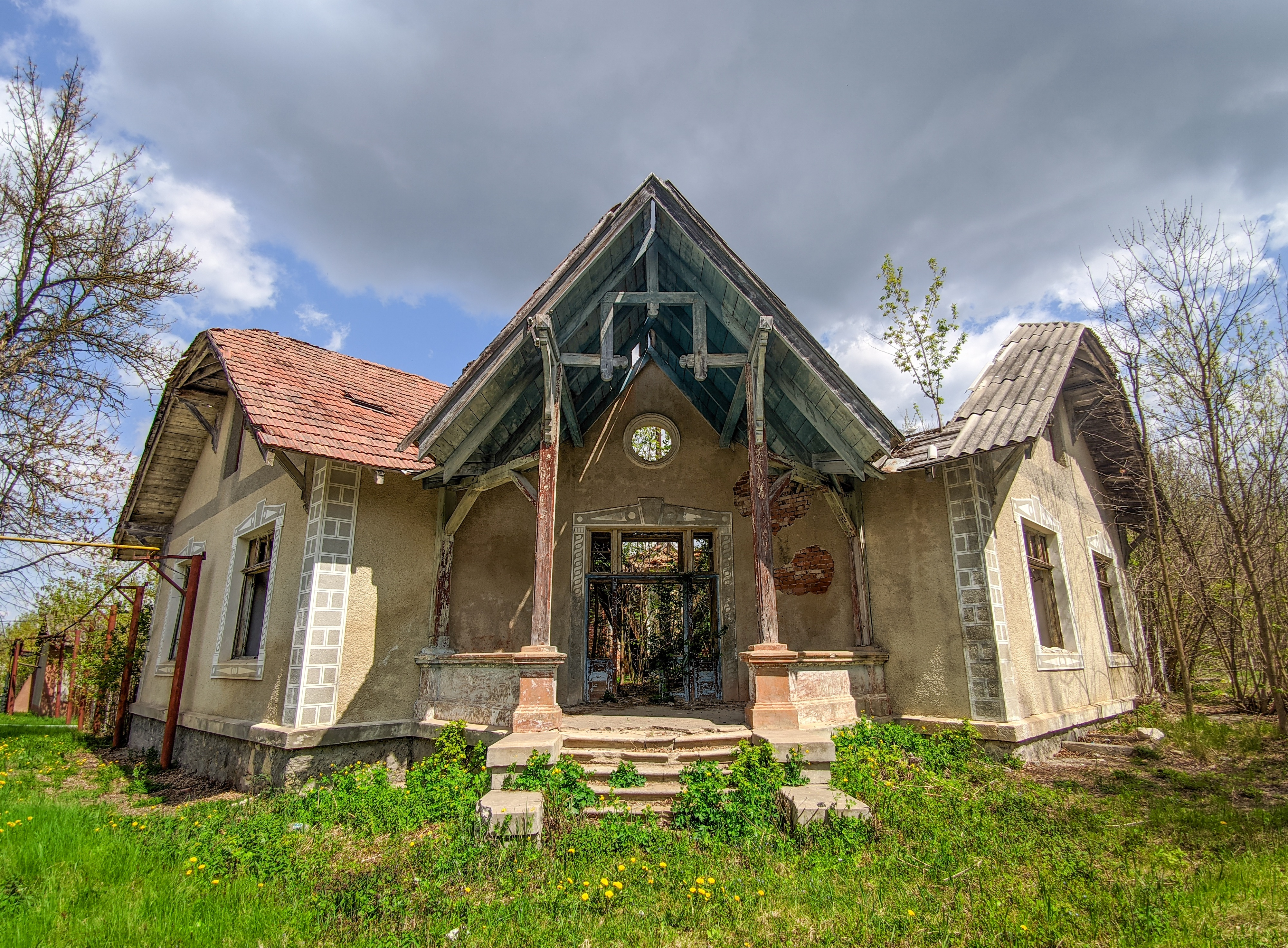

Пейзажі поблизу села